# Adartico Vudafieri
Adartico Vudafieri (ur. 11 października 1950 roku w Castelfranco Veneto) – włoski kierowca rajdowy, rajdowy mistrz Europy (1981), trzykrotny rajdowy mistrz Włoch (1978, 1980, 1984).

## Życiorys
Adartico Vudafieri zadebiutował w rajdach w 1973 roku. Na początku swojej kariery startował głównie w rajdach włoskich, co zaowocowało w roku 1978 zdobyciem przez niego tytułu rajdowego mistrz Włoch. Uczynił to za pomocą samochodu  Fiat 131 Abarth. Sukces ten powtórzył w roku 1980 również tym samym samochodem. Od roku 1978 startował w rajdach zaliczanych do Rajdowych Mistrzostw Europy, przełożyło się to na sukces w tej imprezie, który odniósł w roku 1980 zdobywając w końcowej klasyfikacji trzecie miejsce. Rok później w mistrzostwach ERC wygrał pięć rajdów eliminacyjnych i zdobył tytuł rajdowego mistrza Europy. W roku 1978 zaliczył swój pierwszy start w WRC uczynił to samochodem Porsche Carrera. W roku 1983 startując Lancią 037 Rally zaliczył najbardziej udane starty w WRC - W Rajdzie Portugalii zajął piąte, a w Rajdzie Korsyki trzecie miejsce. W roku 1984 został po raz trzeci rajdowym mistrzem Włoch, krótko po tym kończąc swoją rajdową karierę.